# 巨人 (伝説の生物)

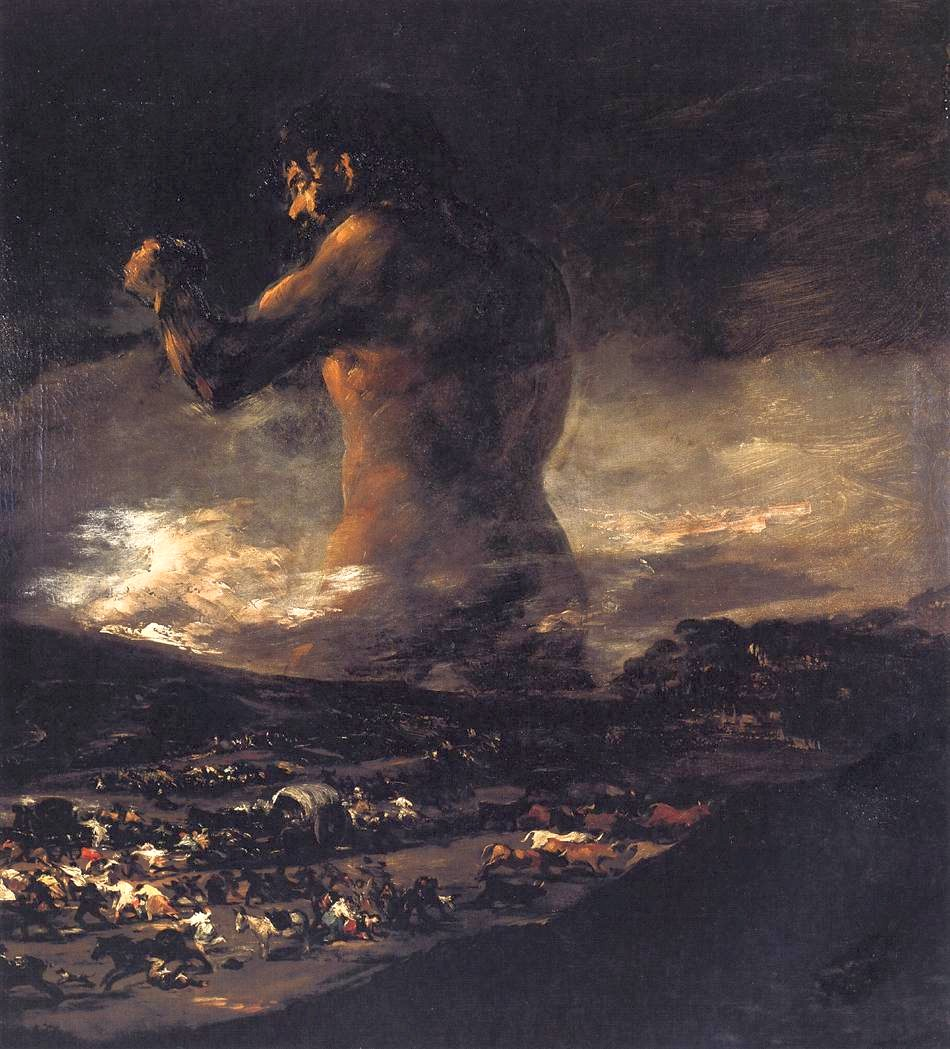
フランシスコ・デ・ゴヤ（異説あり）の『巨人』。1808年から1812年頃、プラド美術館所蔵。

巨人（きょじん、英 ジャイアント（giant）、ジャイガント（gigant））は、様々な神話や伝説、ファンタジーに登場する伝説の生物の一種で、長身・巨体の神や人間あるいは人型の生物、亜人間のことである。
英語のジャイアント・ジャイアンツは、ギリシア神話のギガス（ギガンテス）に由来する。また、ティーターン（タイタン）など、神である場合は巨神と書く事もある。

## 概要
媒体によってそれぞれである。知能が低く乱暴で、人を食べたりすることになっている場合が多いが、賢く友好的だったり、超古代の生き残りになっていることもある。多くの巨人は古い時代の神の信仰が残ったものともいわれている。北欧神話の巨人についても同様の仮説が19世紀末アクセル・オルリックによって提示されたが、ジョルジュ・デュメジルは「ゲルマニアにおいてもカフカスにおいてもまたヨーロッパのいかなる所であれ、『巨人崇拝』なるものはけっして存在しなかった」（『デュメジル・コレクション４』p. 150）としてこれを否定している。
アジアでも神婚譚の一種として、周王朝の先祖の后稷（こうしょく）の母姜嫄は野原で巨人の足跡を踏んで妊娠したというものがある。
多くの人類学者やスミソニアンなどの博物館は巨人の存在を動物などの骨の見間違いであると積極的に否定しているが、科学者の中には巨人が実際に存在した と主張する者もいる。彼らはノアの方舟伝説が実在した洪水から来ているように、ゴリアテなどの神話も巨人から由来しているのではないかと考えている。
事実、巨人の骨と見られる2 - 3メートル近くの骨が見つかったという写真、新聞等の記録は残っているがその全ての骨は行方不明または消失しており、またその骨が巨人の骨であるという証拠も残されていない。
ただし骨が見つかった記録のあるパケット洞窟(アメリカ)の様に大きな人の歯のような骨が実際に見つかっている例はある。

## 巨人の例
- ギリシア神話
  - ガイアの子供たち
    - ヘカトンケイル族（ヘカトンケイレス）- 五十頭百手の巨人。
    - キュクロープス族（英 サイクロプス）- 単眼の巨人。
    - ティーターン神族（巨神族、英 タイタン） - ゼウスの前の時代の神。
    - ギガス族（ギガンテス）- 不死に近い巨人。

  - アルビオン － 海神ポセイドーンと正妻アムピトリーテーの間に生まれた巨人。
- 旧約聖書
  - サムエル記には巨人の子孫というペリシテ人が4人登場する。
    - ゴリアテ（ゴライアス） - ペリシテ人の巨人兵士。巨人の子孫とされる。
    - 巨人の子孫たち - ゴリアテと共にダビデに倒されたペリシテの巨人。イシビベノブ、シパイ、多指症の人物（本名不詳）。

  - ネフィリム - 『創世記』や偽典『ヨベル書』などに伝わる巨人と訳される名前。『エノク書』などでグリゴリと人間の娘の間から生まれた巨人と同一視される。
- 北欧神話
  - 霜の巨人（ヨートゥン）
  - 山の巨人
- イギリスの伝説
  - ゴグマゴグ - 『ブリタニア列王史』などに登場する巨人。
  - サンダーデル - 『巨人殺しのジャック（英語版）』に登場する巨人。
  - リトー - 『ブリタニア列王史』などアーサー王の伝説に登場する巨人。
- ツニート - イヌイット（エスキモー）の言い伝えで、心優しい巨人。
- 中国
  - 盤古 - 中国神話に登場する、世界の基となった巨人。
  - 長人 - 長人国に棲むという巨人。
  - 夸父 - 『山海経』に登場する巨人族
- 日本の伝承
  - ダイダラボッチ（ダイタボウ、ダイランボウ） - 日本各地の伝説に登場する巨人。
  - 手長足長 - 東北地方から中部地方にかけて伝わる巨人。
  - 東北のわら人 - 東北地方から関東地方に伝わる大男。カシマ様、ショウキ様、オニオウ様などとも呼ばれる。
  - おじょも - 香川県飯野山に伝わる巨人。
  - 味噌五郎 - 長崎県島原半島に伝わる大男。
  - 弥五郎どん - 南九州に伝わる大男。
  - カタンナーバ - 沖縄県伊江島に伝わる大男。
  - アマンチュ - 沖縄県佐敷町に伝わる身の丈3メートルもの天人。
- モンゴルの神話
  - マンザシリ - 原初の巨人。
- 台湾の伝説
  - アリカガイ - アミ族の伝説に登場する巨人。
  - ハルス - タイヤル族の伝説に登場する巨人。
- インドの伝説
  - クンバーカルナ - ヒンドゥー教の叙事詩『ラーマーヤナ』に登場する悪魔軍団の切り札となった巨人。6ヶ月たっぷり眠ることで、1日だけ不死身の体となり、半日でラーマが率いた猿軍団の4分の1を食い殺した（ハヌマーンを気絶させる戦闘力を誇るも首をはねられた）。
- ネイティブ・アメリカンの伝承
  - ナルムクツェ - クーテネイ族（英語版）の伝承に登場する巨人。